# Mrówczaki
Mrówczaki (Myrmornithinae) – podrodzina ptaków z rodziny chronkowatych (Thamnophilidae). 

## Zasięg występowania
Podrodzina obejmuje gatunki występujące w Ameryce Południowej, Centralnej i południowo-wschodnim Meksyku.

## Systematyka
Do podrodziny należą następujące rodzaje:
- Myrmornis – jedynym przedstawicielem jest Myrmornis torquata – mrówczak
- Pygiptila – jedynym przedstawicielem jest Pygiptila stellaris – plamkówka
- Thamnistes